# Берёзовское сельское поселение (Тюменская область)
Берёзовское се́льское поселе́ние — муниципальное образование в Нижнетавдинском районе Тюменской области Российской Федерации.
Административный центр — посёлок Березовка.

## География
Берёзовку соединяет автодорога с селом Нижняя Тавда Нижнетавдинского района Тюменской области.

## История
Статус и границы сельского поселения установлены Законом Тюменской области от 5 ноября 2004 года № 263 «Об установлении границ муниципальных образований Тюменской области и наделении их статусом муниципального района, городского округа и сельского поселения».

## Население
| 2010 | 2011 | 2012 | 2013 | 2014 | 2015 | 2016 |
| ---- | ---- | ---- | ---- | ---- | ---- | ---- |
| 648  | ↗649 | ↘635 | →635 | ↘615 | ↗617 | ↘604 |
| 2017 | 2018 | 2019 | 2020 | 2021 |      |      |
| ↗605 | ↘591 | ↘587 | ↘584 | ↗664 |      |      |

## Состав сельского поселения
| № | Населённый пункт | Тип населённого пункта          | Население |
| - | ---------------- | ------------------------------- | --------- |
| 1 | Березовка        | посёлок, административный центр | 585       |
| 2 | Калиновка        | деревня                         | 33        |
| 3 | Соколовка        | деревня                         | 30        |

## Социальная сфера
В 1968 году в Берёзовке было построено здание восьмилетней школы. В октябре 1976 года было построено нового каменное двухэтажное здание школы. Тогда же при средней школе был открыт интернат.